# Sneads
Sneads ist eine Stadt im Jackson County im US-Bundesstaat Florida. Das U.S. Census Bureau hat bei der Volkszählung 2020 eine Einwohnerzahl von 1.699 ermittelt.

## Geographie
Sneads liegt rund 30 km östlich von Marianna sowie etwa 75 km nordwestlich von Tallahassee. Nördlich an die Stadt grenzt der Three Rivers State Park an der Vereinigung des Flint River mit dem Chattahoochee River zum Apalachicola River.

## Demographische Daten
Laut der Volkszählung 2010 verteilten sich die damaligen 1849 Einwohner auf 1169 Haushalte. Die Bevölkerungsdichte lag bei 160,8 Einw./km². 78,0 % der Bevölkerung bezeichneten sich als Weiße, 18,5 % als Afroamerikaner, 0,2 % als Indianer und 0,4 % als Asian Americans. 1,5 % gaben die Angehörigkeit zu einer anderen Ethnie und 1,4 % zu mehreren Ethnien an. 2,7 % der Bevölkerung bestand aus Hispanics oder Latinos.
Im Jahr 2010 lebten in 31,0 % aller Haushalte Kinder unter 18 Jahren sowie 33,9 % aller Haushalte Personen mit mindestens 65 Jahren. 62,6 % der Haushalte waren Familienhaushalte (bestehend aus verheirateten Paaren mit oder ohne Nachkommen bzw. einem Elternteil mit Nachkomme). Die durchschnittliche Größe eines Haushalts lag bei 2,31 Personen und die durchschnittliche Familiengröße bei 2,91 Personen.
21,0 % der Bevölkerung waren jünger als 20 Jahre, 21,8 % waren 20 bis 39 Jahre alt, 25,6 % waren 40 bis 59 Jahre alt und 24,8 % waren mindestens 60 Jahre alt. Das mittlere Alter betrug 40 Jahre. 45,9 % der Bevölkerung waren männlich und 54,1 % weiblich.
Das durchschnittliche Jahreseinkommen lag bei 25.431 $, dabei lebten 18,0 % der Bevölkerung unter der Armutsgrenze.
Im Jahr 2000 war englisch die Muttersprache von 97,87 % der Bevölkerung und spanisch sprachen 2,13 %.

## Verkehr
Sneads wird vom U.S. Highway 90 (SR 10) durchquert. Der nächste Flughafen ist der Tallahassee International Airport (etwa 75 km südöstlich).

## Kriminalität
Die Kriminalitätsrate lag im Jahr 2010 mit 335 Punkten (US-Durchschnitt: 266 Punkte) im durchschnittlichen Bereich. Es gab zwei Vergewaltigungen, drei Körperverletzungen, drei Einbrüche, 94 Diebstähle, einen Autodiebstahl und drei Brandstiftungen.